# Pitcairnia orchidifolia
Pitcairnia orchidifolia är en gräsväxtart som beskrevs av Carl Christian Mez. Pitcairnia orchidifolia ingår i släktet Pitcairnia och familjen Bromeliaceae.
Artens utbredningsområde är Venezuela. Inga underarter finns listade i Catalogue of Life.